# Laios

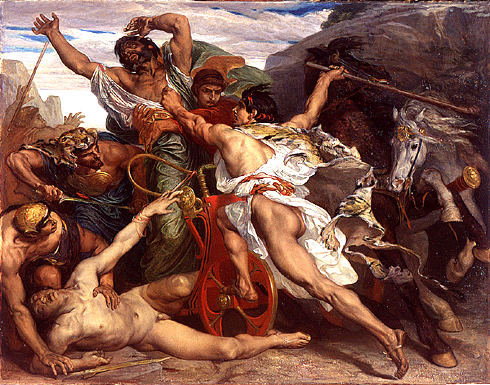
Ermordung des Laios durch Ödipus von Joseph Blanc

Laios (altgriechisch Λάιος Láios, deutsch ‚der Linkische‘), der Sohn des Labdakos, ist in der griechischen Mythologie König von Theben, der Ehemann der Iokaste, der Tochter des Menoikeus, und der Vater des Ödipus. Er wird auch als Vater der unehelichen Tochter Sphinx erwähnt.

## Flucht nach Elis
Als Laios ein Jahr alt war, starb sein Vater. Deshalb übernahm Lykos als Vormund die Herrschaft über Theben. Theben wurde jedoch von Amphion und Zethos erobert, Lykos getötet; Laios wurde zu Pelops in Sicherheit gebracht.
Laios wurde von Pelops erzogen; später unterrichtete er Chrysippos, den schönen jungen Sohn des Pelops, im Wagenrennen. Er wurde von Liebe zu ihm erfasst und entführte ihn nach Theben. Daraufhin verfluchte ihn der Vater des Chrysippos, Pelops, er solle niemals einen Sohn erhalten, wenn aber doch, so solle dieser Sohn ihn töten. Nach Herodot erhielt er vom Orakel in Eleon bei Tanagra diese Weissagung. Nach einer anderen Version soll ihn wegen dieser Tat auch Hera verflucht haben.

## Herrschaft über Theben
Als Amphion und Zethos gestorben waren, übergab man dem rechtmäßigen Nachfolger Laios die Herrschaft über Theben. Laios heiratete Iokaste. Als diese mit ihrem ersten Kind schwanger war, befragte er das Orakel in Delphi. Das Orakel bestätigte den Fluch des Pelops und sagte, dass der Sohn dazu bestimmt sei, seinen Vater zu töten und seine Mutter zu heiraten. Einer anderen Sagentradition nach wurden Laios und seine Nachkommen hingegen von Apoll verflucht, nachdem er mit Iokaste einen Sohn gezeugt hatte. Laios war nämlich prophezeit worden, dass er keinen Nachkommen mit Iokaste zeugen solle, oft mit dem Zusatz, dass er, wenn er kinderlos bleibe, Theben erhalten bleibe. Doch entweder vom Wein berauscht oder den Liebreizen Iokastes erlegen, handelte er eines Tages diesem Orakelspruch zuwider. Kurz nach der Geburt des Knaben ließ Laios ihn – nach einer klassischen Version – von einem Hirten im nahen Kithairon-Gebirge mit durchstoßenen Fußknöcheln aussetzen. Es wurde aber an einen anderen Hirten weitergegeben, der die Herden des Königs von Korinth, Polybos, hütete. Das kinderlose Königspaar, Polybos und Königin Merope (oder Periboia) von Sikyon, nach anderen Versionen von Korinth, nahmen das Kind an und nannten es Ödipus („Schwellfuß“).

## Tod des Laios
Ödipus erhielt von einem Orakel die Prophezeiung, dass er seinen Vater töten und seine Mutter heiraten werde. Da er Polybos und  Merope/Periboia für seine leiblichen Eltern hielt, verließ er Korinth bzw. Sikyon in Richtung Phokis. Als er mit seinem Wagen eine Weggabelung im Kithairon (wahrscheinlich liegt heute an dieser Stelle Erythrai in Böotien) erreichte, kam ihm Laios entgegen. Polyphontes, der Herold des Laios, forderte Ödipus auf, Platz zu machen. Da dieser zögerte, tötete er ein Pferd des Ödipus, woraufhin Ödipus, nichts ahnend, seinen Vater und dessen Herold erschlug und seinen Weg fortsetzte. Damasistratos, König des nahegelegenen Plataiai, fand die Toten, begrub sie und errichtete über den Gräbern einen Steinhügel. Nach Laios’ Tod übernahm Kreon, der Sohn des Menoikeus und Bruder der Iokaste, die Herrschaft über Theben. Nach einer anderen Version ist Chrysippos der Grund des Streits zwischen Laios und seinem Sohn Ödipus, da sie sich beide in den schönen Jüngling verliebt hätten.
Später befreite Ödipus Theben von der Sphinx (in älteren, böotischen Versionen Phix genannt), wurde König und heiratete – ohne es zu wissen – seine eigene Mutter Iokaste. Das Schicksal von Laios und Ödipus und ihrer Nachkommen wurde sprichwörtlich. So sagte man, der Zorn der Erinnyen (Rachegöttinnen) des Laios und des Ödipus hätten jemand getroffen, wenn er alle seine Nachkommen verlor. So errichtete der Spartaner Aigeus ein Heiligtum für die Erinyen des Laios und Ödipus, als alle seine Kinder starben.

## Fortwirken des Mythos in der Kunst
Der deutsche Schriftsteller Roland Schimmelpfennig brachte im Jahr 2023 unter dem Titel Anthropolis II: Laios eine Theateradaption des Mythos auf die Bühne. Er erhielt dafür die Auszeichnung „Stück des Jahres 2024“ der Zeitschrift Theater heute.